# Felipe Ruvalcaba
Felipe Ruvalcaba (16 de fevereiro de 1941 - 4 de setembro de 2019) foi um futebolista mexicano que competiu nas Copa do Mundo FIFA de 1962 e 1966.